# Myrna
Myrna  è un nome proprio di persona irlandese femminile.

## Varianti
- Femminili: Murna[1], Morna[1], Muirenn[2], Muireann[2]

### Varianti in altre lingue
- Gaelico irlandese: Muirne[1], Muirenn[1]
- Scozzese: Morna[1], Murron[1]

## Origine e diffusione
Si tratta di una forma anglicizzata di Muirne, che significa "festiva" in gaelico irlandese; le varianti Muirenn e Muireann potrebbero anche essere composte dagli elementi muir ("mare", presente anche nei nomi Morgan e Muriel) e fionn ("chiaro", "bianco", presente anche nei nomi Fiona e Fionnuala). Nella mitologia irlandese Muirne era la madre di Fionn mac Cumhail.
Non va confuso col nome Mirna, di diversi origine e significato.

## Onomastico
Il nome è adespota, non essendo portato da alcuna santa. L'onomastico ricade quindi il 1º novembre, giorno di Ognissanti.

## Persone
- Myrna Hansen, modella e attrice statunitense
- Myrna Loy, attrice statunitense

## Il nome nelle arti
- Myrna Harrod è un personaggio della serie a fumetti Julia - Le avventure di una criminologa.
- Murron MacClannough è un personaggio del film del 1995 Braveheart - Cuore impavido, diretto da Mel Gibson.
- Myrna Minkoff è un personaggio del romanzo di John Kennedy Toole Una banda di idioti.
- Myrna è la protagonista del romanzo grafico breve Myrna e il tocco della morte, di Deborah Allo e Sergio Algozzino.